# Ganelius madagascariensis
Ganelius madagascariensis – gatunek chrząszcza z rodziny jelonkowatych i plemienia Nigidiini.

## Występowanie
Gatunek ten jest endemitem Madagaskaru.